# Cabera pellagraria
Cabera pellagraria är en fjärilsart som beskrevs av Achille Guenée 1858. Cabera pellagraria ingår i släktet Cabera och familjen mätare. Inga underarter finns listade i Catalogue of Life.